# منظمة حزب الله
منظمة حزب الله منظمة (بالفارسية: سازمان حزب‌الله) هي منظمة عسكرية تنشط في دولة إيران. كان الهدفُ من تأسيسها الإطاحة بسلالة بهلوي ومن ثم العمل على استبدالها بالحكومة الإسلامية.